# Mielodisplastični sindrom
Mielodisplastični sindrom (MDS) predstavlja skupino krvnih rakavih bolezni, za katere je značilna neučinkovita hemopoeza v kostnem mozgu oziroma moteno dozorevanje nezrelih krvnih celic v kostnem mozgu, tako da iz njih ne nastanejo zdrave krvne celice. Prisotna je različno obsežna hiperplazija posameznih predstopenj rdečih krvničk (eritrocitov), granulocitov in krvnih ploščic (trombocitov), pogosto z ekstramedularno hematopoezo (tvorbo krvnih celic zunaj rdečega kostnega mozga) in splenomegalijo (povečano vranico); v krvni sliki je anemija, nevtropenija in trombocitopenija. Bolezen poteka v začetnih fazah ponavadi brezsimptomno, kasneje pa se lahko pojavijo simptomi, kot so utrujenost, zadihanost, nagnjenost h krvavitvam, slabokrvnost in pogoste okužbe. Nekatere vrste MSD lahko napredujejo v akutno mieloično levkemijo.
Dejavniki tveganja za pojav MDS so predhodno zdravljenje s kemoterapijo in/ali obsevanjem in izpostavljenost nekaterim snovem, kot so tobačni dim, pesticidi, benzen in svinčeve ali živosrebrove spojine. Zaradi neučinkovite tvorbe zrelih krvnih celic se pojavi znižanje števila rdečih krvničk (slabokrvnost), krvnih ploščic (trombocitopenija) in belih krvničk. V kostnem mozgu ali krvi je lahko povečano število nezrelih krvnih celic, imenovanih blasti. Glede na prisotnost anomalij krvnih celic v krvi in kostnem mozgu mielodisplastični sindrom delimo v nadaljnje podtipe.
Zdravljenje lahko vključuje podporno zdravljenje, zdravljenje z zdravili in presaditev krvotvornih matičnih celic. Podporno zdravljenje lahko obsega transfuzije krvi, dajanje zdravil, ki stimulirajo tvorbo rdečih krvničk in antibiotikov. Med zdravila, ki se uporabljajo za zdravljenje MDS, spadata lenalidomid in azacitidin. Pri nekaterih bolnikih se lahko s kemoterapijo in presaditvijo krvotvornih matičnih celic doseže ozdravitev.
Mielodisplastični sindrom ima okoli 7 ljudi na 100.000 prebivalcev; vsako leto na novo zbolijo okoli štirje ljudje na 100.000 prebivalcev. Običajno se pojavi pri starosti okoli 70 let. Izid bolezni je odvisen od tega, katere vrste celic so prizadete, število blastov v kostnem mozgu in periferni krvi ter prisotnih sprememb v kromosomih v prizadetih celicah. Povprečno preživetje od diagnoze je približno 2,5 leta. Bolezen so prvič prepoznali v začetku 20. stoletja, trenutno poimenovanje pa so začeli uporabljati leta 1976.

## Simptomi
Bolniki pogosto nimajo težav, zlasti v začetnih fazah bolezni, in ob rutinskem pregledu krvi slučajno ugotovijo eno ali več pomembnih citopenij, najpogosteje slabokrvnost. Klinična slika je posledica odpovedovanja delovanja kostnega mozga. Simptomi in znaki so lahko posledica slabokrvnosti (utrujenost, šibkost, dispneja, bledica), trombocitopenije (nagnjenost h krvavitvam; lahko se pojavljajo podkožne krvavitve v obliki purpure ali petehij) ali nevtropenije (pogoste okužbe).

## Vzroki
V večini primerov vzrok ni znan (gre za idiopatsko bolezen). V redkih primerih se razvije iz predhodne krvne bolezni, na primer paroksizmalne nočne hemoglobinurije ali aplastične anemije. Lahko pa gre tudi za sekundarni mielodisplastični sindrom, ki je najpogosteje posledica predhodnega zdravljenja druge novotvorbe s kemoterapijo ali z obsevanjem, lahko pa tudi izpostavljenosti nekaterim snovem, kot so tobačni dim, pesticidi, benzen in svinčeve ali živosrebrove spojine.

## Diagnoza
Za postavitev diagnoze so ključni diferencialna krvna slika, citološki pregled kostnega mozga in citogenetske preiskave.
Rdeča krvna slika praviloma pokaže makrocitno anemijo, v beli levkocitni vrsti se lahko vidi levkopenija, redkeje levokocitoza, število krvnih ploščic (trombocitov) je lahko zmanjšano.
Citološki pregled kostnega mozga pomeni pregled kostnega mozga, pridobljenega s punkcijo kostnega mozga, pod mikroskopom in opis morfoloških lastnosti vseh treh celičnih vrst (celic rdeče vrste, celic granulocitne vrste in megakariocitov, iz katerih nastajajo krvne ploščice). Diagnoza MDS temelji na priporočilih SZO in zahteva prisotnosti vsaj enega od treh meril:
- displazija (odstopanje od značilne oblike in zgradbe celic) v najmanj 10 % celic vsaj ene celične vrste (eritrocitna, megakariocitna ali granulocitna vrsta),
- prisotnost od 5 do 19 % mieloblastov v kostnem mozgu in
- spremembe kromosomov, značilne za MDS.

S citogenetsko preiskavo se pregledajo kromosomi bolezensko spremenjenih celic kostnega mozga, ki jih namnožijo na posebnih gojiščih. Spremembe v zgradbi in številu kromosomov so prisotne pri okoli polovici bolnikov z MDS. Pogoste so izgube (delecije) dela ali celotnega kromosoma (npr. kromosoma 5 in 7), včasih pa tudi pridobitev celotnih kromosomov (npr. kromosom 8). Prisotnost sprememb na številnih kromosomih istočasno kaže na neugoden potek bolezni.

### Diferencialna diagnostika
Pri postavitvi diagnoze je potrebna izključitev drugih možnih vzrokov za citopenijo in displazijo:
- megaloblastna anemija
- prirojene anemije
  - Fanconijeva anemija
  - kongenitalna diseritropoetična anemija
  - dedna sideroblastna anemija
- toksične motnje
  - alkohol
  - zastrupitve s težkimi kovinami (svinec, arzen)
  - pomanjkanje bakra
  - zdravila (kotrimoksazol, G-CSF, mofetilmikofenolat, valprojska kislina, ganciklovir, alemtuzumab)
- virusne okužbe (HIV, parvovirus B19)
- druge primarne krvne bolezni
  - idiopatska aplastična anemija
  - paroksizmalna nočna hemoglobinurija
  - mielodisplastično-mieloproliferativna novotvorba
  - primarna mielofibroza
  - akutna mieloična levkemija
  - levkemija velikih granuliranih limfocitov

## Podtipi
Mielodisplastični sindrom zajema več vrst klonskih bolezni krvotvornih matičnih celic, ki jih razvrščamo v več podtipov. Uporablja se razvrstitev Svetovne zdravstvene organizacije (SZO), ki je bila leta 2008 posodobljena.

### Razvrstitev poSZO
| Stara klasifikacija                                               | Nova klasifikacija |
| ----------------------------------------------------------------- | --- |
| refraktarna anemija (RA)                                          | refraktarna citopenija z enovrstno displazijo (refraktarna anemija, refraktarna nevtropenija in refraktarna trombocitopenija) |
| refraktarna anemija s prstanastimi sideroblasti (RAPS)            | refraktarna anemija s prstanastimi sideroblasti (RAPS) refraktarna anemija s prstanastimi sideroblasti – trombocitoza (RARS-t) (začasna kategorija) je pravzaprav mielodisplastična/mieloproliferativna motnja in ima pogosto mutacijo janusove kinaze JAK2 – po novi razvrstitvi SZO iz leta 2008                                 |
|                                                                   | refraktarna citopenija z večvrstno displazijo (RCVD) vključuje tudi refraktarno citopenijo z večvrstno displazijo in prstanastimi sideroblasti (RCVD-PS); RCMD zajema bolnike z patološkimi spremembami, ki niso omejene na rdeče krvničke (na primer z displazijo prekurzorjev belih krvničk in krvnih ploščic (megakarioacitov)) |
| refraktarna anemija s prebitkom blastov (RAPB)                    | refraktarna anemija s prebitkom blastov tipa 1 in tipa 2 (RAPB-1, RAPB-2). RAPB so razdelili v dve skupini: RAPB-I (5–9 % blastov) in RAPB-II (10–19 % blastov), pri čemer ima RAPB-II slabšo prognozo kot RAPB-I. Pri RAPB-II so lahko vidne Auerjeve paličke, kar otežuje njeno ločevanje od akutne mieloične levkemije.         |
| refraktarna anemija s prebitkom blastov v transformaciji (RAPB-T) | Ta kategorija je odstranjena; za te bolnike se dodeli diagnoza akutne levkemije. Dodan je podtip MDS z delecijo 5q, ki se značilno pojavlja pri starejših ženskah z normalnim ali povišanim številom krvnih ploščic in izoliranimi delecijami dolgega kraka kromosoma % v celicah kostnega mozga.                                  |
| kronična mielomonocitna levkemija (KMML)                          | KMML so odstranili kot podtip MDS in jo uvrstili v novo kategorijo mielodisplastično-mieloproliferativnih prekrivnih sindromov. |
|                                                                   | nerazvrščeni MDS (na primer v primeru megakariocitne displazije in fibroze) |
|                                                                   | refraktarna citopenija v otroštvu (displazija v otroštvu) – nov podtip po klasifikaciji SZO 2008 |

## Zdravljenje
Cilji zdravljenja so blaženje simptomov, izboljšanje kakovosti življenja, podaljšanje preživetja in preprečitev napredovanja bolezni v akutno mieloično levkemijo. 
Nekateri bolniki z nizkim tveganjem imajo podobno pričakovano življenjsko dobo kot splošna populacija iste starosti, in sicer to velja za bolnike s stabilno refraktarno anemijo in izolirano delecijo 5q. Za take bolnike lahko zadošča le pozorno spremljanje bolezni.
Pri odločanju o zdravljenju je lahko v pomoč Mednarodni sistem točkovanja za napovedovanje izida bolezni (točkovnik IPSS), in sicer pri odločanju o agresivnejših oblikah zdravljenja, kot je presaditev krvotvornih matičnih celic, ter pravem času za uvedbo takega zdravljenja. Točkovnik IPSS upošteva delež blastov, kariotip in število citopenij. Pri odločanju o zdravljenju je pomembno dejstvo, ali gre za MDS z velikim ali majhnim tveganjem, upoštevati pa je treba tudi starost bolnika, bolnikovo telesno zmogljivost in pridružene bolezni. Cilj zdravljenja bolnikov z majhnim tveganjem je vzpostavitev normalne hematopoeze ter posledično zmanjšanje potrebe po transfuzijah krvi in izboljšanje kakovosti življenja. Pri bolnikih z velikim tveganjem je glavni cilj podaljšanje preživetja.
Osnova je praviloma podporno zdravljenje, ne glede na tveganje bolezni, s krvnimi pripravki in dajanjem hematopoetskih rastnih dejavnikov (na primer eritropoetina). Pri bolnikih s slabokrvnostjo so ključne transfuzije eritrocitov. Ponavljajoče se transfuzije povzročijo kopičenje železa v organizmu; za preprečevanje preobremenitve organizma z železom se dajejo kelatorji železa, kot je deferasiroks. Krvavitve zaradi trombocitopenije se zdravijo s transfuzijami trombocitov. Pri krvavitvah iz sluznic se uporablja tudi traneksamična kislina. Okužbe pri nevtropeničnih bolnikih se zdravijo z intravenskim dajanjem antibiotikov.
Pri bolnikih z velimim tveganjem se poleg podpornega zdravljenja uporablja tudi zdravljenje s hipometilacijskimi zdravili (zaviralci metiltransferaze DNK), in sicer 5-azacitidin in decitabin. Pri bolnikih z majhnim ali srednjim tveganjem se lahko uporabi lenalidomid, ki pri bolnikih z delecijo 5q učinkovito zmanjša potrebo po transfuzijah.
Edina oblika zdravljenja, ki lahko privede do ozdravitve, je presaditev krvotvornih matičnih celic, vendar je primerna le za mlajše bolnike in le za okoli polovico kandidatov se najde ustrezen darovalec. Zdravljenje je dolgoročno uspešno pri 30 do 50 % bolnikov. Pred presaditvijo krvotvornih matičnih celic se običajno uporabi kemoterapija, in sicer se uporabljajo iste sheme kot pri zdravljenju akutne mieloične levkemije.

## Epidemiologija
MDS je redka bolezen z razširjenostjo približno 7 na 100.000 ljudi; vsako leto na novo zbolijo okoli štirje ljudje na 100.000 prebivalcev. Gre za bolezen, značilno za starejše ljudi in le redko prizadene osebe pred 50. letom starosti. Po 50. letu pa pojavnost strmo narašča in je po 70. letu nad 30/100.000 letno. Mediana starost bolnika ob diagnozi je 70 let. Bolezen je pogostejša pri moških, vendar to ne velja za podtipa refraktarne anemije s prstanastimi sideroblasti in MDS z delecijo 5q.